# Pitbulls Viterbo
I Pitbulls Viterbo sono una squadra di football americano di Viterbo. Sono stati fondati nel 2014; hanno partecipato alla Golden League FIF 2014 e all'Italy 9 Championship 2015, primi livelli dei campionati delle rispettive associazioni (FIF prima e IAAFL poi).

## Dettaglio stagioni

### Tornei nazionali

#### Campionato

##### Golden League/Italy 9 Championship/Spring League
A seguito dell'ingresso di FIDAF nel CONI questi tornei - pur essendo del massimo livello della loro federazione - non sono considerati ufficiali.
| Stagione | regular season | regular season | regular season | regular season | regular season | regular season | playoff | playoff | playoff | playoff | playoff | playoff          | playoff       |
|          | Vin            | Par            | Per            | Tot            | PF             | PS             | Vin     | Per     | Tot     | PF      | PS      | risultato        | avversaria    |
| -------- | -------------- | -------------- | -------------- | -------------- | -------------- | -------------- | ------- | ------- | ------- | ------- | ------- | ---------------- | ------------- |
| 2014     | 0              | 0              | 4              | 4              | 12             | 217            | -       | -       | -       | -       | -       | -                | -             |
| 2015     | 2              | 0              | 2              | 4              | 88             | 80             | -       | -       | -       | -       | -       | -                | -             |
| 2016     | 2              | 0              | 0              | 2              | 74             | 18             | 0       | 1       | 1       | 14      | 26      | Quarti di finale | Bobcats Parma |
| Totale   | 4              | 0              | 6              | 8              | 174            | 315            | 0       | 1       | 1       | 14      | 26      |                  |               |

Fonte: Enciclopedia del Football - A cura di Roberto Mezzetti

### Riepilogo fasi finali disputate
| Anno | Luogo | Evento          | Fase del torneo  | Incontro                         | Risultato |
| 2016 |       | Superbowl IAAFL | Quarti di finale | Bobcats Parma - Pitbulls Viterbo | 26 - 14   |